# Хоралов Аркадій Дмитрович
Хоралов Аркадій Дмитрович (*26 січня 1951, м. Мелітополь Запорізької області) — поет, композитор, співак, соліст популярних ВІА «Червона рута», «Самоцвіти» і «Червоні маки».
Дружина: Хоруженко Оксана Миколаївна, спеціаліст у галузі менеджменту. Дочки: Ірина (1972 р.н.), економіст; Анна (1991 р.н.), учениця школи.

## Біографія
Закінчив музичну школу по класу фортепіано. Працював у місцевій мелітопольській групі «Грифи».
У 1972 році Аркадій Хоралов закінчив Мелітопольський інститут механізації сільського господарства (нині — Таврійська Державна Академія) за спеціальністю «інженер з організації і технології ремонту машин». Після закінчення інституту працював інженером Мелітопольського об'єднання «Сільгосптехніка».
Паралельно з навчанням Аркадій виступав як соліст в Академічному естрадному оркестрі.
З вересня 1972 року Аркадій працював солістом-вокалістом у складі ВІА «Співають гітари» від Костромської філармонії.

### Червона Рута
На гастролях у місті Чернівці молодий співак запрошується заступником директора місцевої філармонії у ВІА «Червона Рута» — художній керівник Анатолій Євдокименко, і з грудня 1974 року працює у складі цього ансамблю. Аркадій на концертах співає сольні партії, а також у дуеті зі співачкою Софією Ротару.
З жовтня 1975 співак пробує свої сили, як соліст Державного естрадного джаз-оркестру Вірменії під керівництвом Костянтина Орбеляна.

### Самоцвіти
З листопада 1976 року на запрошення музиканта Віталія Кретюка співак працює в московському ВІА «Самоцвіти» — художній керівник Юрій Маліков.
Працюючи в ансамблі «Самоцвіти», Аркадій виконує ряд пісень і одна з них пісня — шлягер — «Горький мед» (О. Іванов — В. Павичєв).
Про творчість Аркадія зауважив у своєму інтерв'ю Юрій Маліков: «Я вважаю, що Аркадій входить до числа трьох найцікавіших вокалістів свого часу і він, поза сумнівом, один з найбільш обдарованих композиторів».

## «Червоні Маки»
З 1979 року Аркадій працює у ВІА «Червоні Маки» — художній керівник Валерій Чуменко, від Тульської філармонії, разом з музикантами Олександром Лосєвим, Юрієм Чернавським, Русланом Горобцем, Олександром Калугіним, Сергієм Левіновскім, Юрієм Щегловим, Сарханом Курбанбековим, солісткою Надією Кусакін та іншими.
У 1980 році на фірмі «Мелодія» виходить перший диск — гігант «Якщо не розлучимося» ВІА «Червоні Маки», з якого звучать пісні записані Аркадієм: «Зустрічай мене» (О. Морозов — І. Кохановський), «Давай спробуємо повернути» (А. Хоралов — А. Дементьєв), «Чужа ти» (В. Добринін — М. Пляцковскій).
У цьому ж році на черговий диск-гігант «Крутяться диски» ВІА «Червоні Маки» співак записує свої авторські пісні: «Пам'ятай» і «Ясно все» на слова Ігоря Кохановського.
У своєму відгуку про творчість молодих музикантів писав музикознавець Юрій Пугачов: «З приходом в ансамбль нових виконавців — Юрія Чернавського — клавішні інструменти, Юрія Коганович — гітара — соло і ритм, Сархан Сархан — акустична гітара, вокал і Аркадія Хоралова — вокал, різко змінився вокальний та музичний стиль групи. Пісні зазвучали в незвичайних, світлих, сучасних тонах. Все це за рахунок сміливого застосування нових прийомів аранжувань, нових засобів музичного вираження (синтезатор, клавінет, стринг, електропіано)».
У 1981 році записуючи свій перший авторський альбом «День за днем» на фірмі «Мелодія», композитор В'ячеслав Добринін звернувся до творчості Аркадія Хоралова та включив до диску — гігант пісні у виконанні молодого популярного співака та ансамблю «Червоні Маки» — «Скажи мені правду» на слова Ігоря Кохановського, «Якщо в тебе своя дорога», «Якщо ти підеш», «Тобі не потрібен я» на слова Леоніда Дербеньова.
В цей час пісню Аркадія Хоралова «От і все» на слова Андрія Дементьєва на фірмі «Мелодія» записує Олексій Глизін та ВІА «Веселі Хлоп'ята».
У цьому ж році виходить міньйон ВІА «Червоні Маки», де записані дві авторські роботи молодого співака і композитора Аркадія Хоралова на слова поета Андрія Дементьєва: «Давай помовчимо», «Дай подивитися в очі».
Під час роботи в ансамблі «Червоні Маки» до Аркадія приходить популярність і впізнаваність, як до виконавця і композитору своїх пісень.
Популярний естрадний співак Валерій Ободзинский бере до свого репертуару пісню, написану Аркадієм на слова Андрія Дементьєва «Давай помовчимо».

### Сольна кар'єра
З 1984 року Аркадій починає свою сольну кар'єру, як співак і виконавець власних пісень на слова поета Андрія Дементьєва, з яким він співпрацює та дружить всі свої роки роботи на естраді. Пісні, написані Аркадієм, поширюються по всій нашій країні, як аромат квітучих черешневих садів, якими багатий край, де народився співак і композитор.
За словами Аркадія: «Сцена — це завжди хвилювання тому, що це зустріч з глядачем і потрібно завжди все зробити, щоб глядач залишився задоволеним виступом артистів».
У 1985 році на Всесоюзній фірмі грамзапису «Мелодія» виходить перша платівка — міньйон молодого співака і композитора «Без тебе», на якій були записані пісні: «Покинутий ліс», «Неділя» і «Без тебе» на слова поета Андрія Дементьєва. У записі цих пісень брали участь музиканти з великим досвідом роботи на радянській естраді:
- Вадим Голутвин — гітара,
- Сергій Рижов — бас-гітара,
- Аркадій Хоралов, Юрій Чернавський і Руслан Горобець — клавішні інструменти,
- Юрій Китаїв — ударні інструменти.

Надалі, на фірмі «Мелодія», Аркадій Хоралов записує свої авторські альбоми, які виходять на дисках-гігантах.
У 1985 році за участю поета Андрія Дементьєва, вийшов альбом «Нескінченність», який розійшовся по СРСР тиражем більше 1 мільйона 300 тисяч.
У 1988 році виходить черговий альбом «Дивний світ» на слова Андрія Дементьєва, який розійшовся тиражем понад 800 тисяч, а в 1990 році новий альбом «Де я і ти», який розійшовся не меншим накладом — що тільки підкреслює популярність пісень Аркадія Хоралова.
Музикознавець Михайло Сигалов пише: «Ім'я Аркадія Хоралова добре знають любителі популярної музики ще з середини 70-х років. Тоді він виступав, в основному, як виконавець і рідше — як одночасно і автор пісні. Сьогодні власна творчість стала для Хоралова основою мистецького шляху».
У подальшому співак записує свої авторські альбоми на компакт — дисках.
У 1994 році виходить альбом співака «Мій дивний світ», на якому записані пісні за період творчості 1985 — 1993 років.
У 2000 році вийшов альбом співака «Я твій полонений».
У 2005 році до 30-річчя своєї творчості, Аркадій хоралів порадував своїх шанувальників випуском одночасно п'яти своїх сольних альбомів:
- «Давай спробуємо повернути»,
- «Нескінченність»,
- «Дивний світ»,
- «Я твій полонений»,
- «Я подзвоню».

На цих компакт-дисках, разом з піснями ранньої творчості музиканта, записані також і нові пісні.
На даний час співак багато гастролює, бере участь у збірних концертах легендарних артистів вітчизняної естради.
«Незважаючи на зовнішні зміни, він залишається вірним собі і, як і раніше, займається чітко обраним напрямом — танцювальною, дискотечною музикою, так би мовити „комфортними“ мелодіями», — так відгукнувся музикознавець Михайло Сигалов про творчість талановитого і неповторного співака і композитора Аркадія Хоралова.

## Нагороди та звання
Аркадій Дмитрович нагороджений Почесною грамотою Верховного Головнокомандувача Збройних Сил Російської Федерації В. В. Путіна за самовіддане служіння Батьківщині.
А. Д. Хоралов — член Міжнародного Союзу діячів естрадного мистецтва. У 2003 році балотувався в депутати Державної Думи Федеральних Зборів Російської Федерації четвертого скликання.
Головне його захоплення поза творчої діяльності — автомобіль. Улюблений вид відпочинку — риболовля.
Завдання-мінімум Аркадій Хоралов бачить у тому, щоб, продовжуючи концертну і студійну діяльність, зберігати істинний інтерес публіки до своєї творчості. Власне, саме в такому щоденному прагненні до того, щоб його творчість приносила радість якомога більшій кількості шанувальників, Аркадій Дмитрович вбачає головну мету життя.
Мріє про мир між народами і про благополуччя рідної землі.
Найсвітліший спогад у творчому житті Аркадія Хоралова, як і в багатьох естрадних артистів — це перший вихід на професійну сцену. Важкий слід у його душі і сумні спогади залишили ті життєві моменти, коли йому довелося прощатися з друзями та колегами по роботі, котрі передчасно пішли з життя, — Євгеном Мартиновим, Володимиром Мигуля, Ігорем Тальковим та багатьма іншими талановитими людьми.
Його основний життєвий девіз: «Вперед, до перемоги!».